# 冠鱷獸科
冠鱷獸科（Estemmenosuchidae）是獸孔目恐頭獸亞目的一科，是群早期的杂食性似哺乳爬行動物，繁盛於二疊紀中期。牠們的特徵是頭頂的角狀結構，大概是用來視覺辨識或打鬥用的。除了最著名的冠鱷獸屬外，這族群的研究很少。到目前為止，化石僅在俄羅斯彼爾姆地區（被俄羅斯古生物學家稱為西斯-烏拉）發現。

## 描述
冠鱷獸科是最有特色的二疊紀四足類動物之一。牠們的高大頭骨有很多往前、往後的角狀物，可能是用來物種內炫飾用的行為。門齒與犬齒非常大，但兩旁的牙齒較小、有鋸齒，可能用來協助咬碎植物，雖然它們太小以至於沒什麼用途。身體大而笨重，顯示有大型消化系統以消化大量植物。頭骨非常像戟頭獸，但是兩者的角狀物是從不同骨頭演化出來的。

## 演化關係
冠鱷獸科屬於恐頭獸亞目，恐頭獸類是群多樣性的早期、原始獸孔目動物，僅出現在二疊紀中期，通常是大型動物。與南非卡魯地區的其他恐頭獸類相比，冠鱷獸科更為原始。儘管冠鱷獸科較原始、較早出現，牠們已適應杂食性。
冠鱷獸科與其他恐頭獸的演化關係，目前有兩種主要的解釋。在1986年，獸孔目首次出現親緣分支分類法研究，研究人員將冠鱷獸科與其他桓食性恐頭獸類，集合為貘頭獸下目；而肉食性物種則建立為安蒂歐獸下目。他們認為冠鱷獸科是貘頭獸下目的早期原始物種。數年後出現另一理論，認為冠鱷獸科是恐頭獸類的最原始物種，遠比貘頭獸下目與安蒂歐獸下目原始。

## 生態位
在二疊紀中期（沃德期），冠鱷獸科取代卡色龍類成為的巨型優勢草食性動物。在二疊紀中後期（卡匹敦期），冠鱷獸科的生態位被貘頭獸科取代。

## 外部連結
- Palaeos - detailed description
- Kheper （页面存档备份，存于） - an earlier page, which was incorporated into the Palaeos material (above)